# 劉洙 (正統進士)
劉洙（1421年—1464年），字東周，江西廣信府貴溪縣人，明朝政治人物。進士出身。

## 生平
正統十二年（1447年）丁卯科江西鄉試第一名舉人。正統十三年（1448年）戊辰科會試第七十四名，殿試登進士第二甲第二十三名，任刑科給事中。景泰四年（1453年），與行人劉泰分任正副使，諭祭已故暹羅國王波羅摩剌札的剌，並封其子把羅藍米孫剌為暹羅國王。陞應天府丞，天順八年（1464年）卒於任內。

## 家族
曾祖劉伯謙。祖父劉孟芳。父劉宇宏，曾任蘇州府學教授。

## 軼事
《貴溪縣志》載劉洙中解元前，儒林坊土地祠中連續三夜有聲，道「劉洙中解元」，同年秋闈果驗。

## 紀念
江西貴溪縣曾有「解元坊」，為當地解元劉洙、江潮、葉桂章立。